# Neotrichoporoides beyarslani
Neotrichoporoides beyarslani är en stekelart som beskrevs av Miktat Doganlar 1993. Neotrichoporoides beyarslani ingår i släktet Neotrichoporoides och familjen finglanssteklar.
Artens utbredningsområde är Turkiet. Inga underarter finns listade i Catalogue of Life.